# کارنامه هنری اما استون

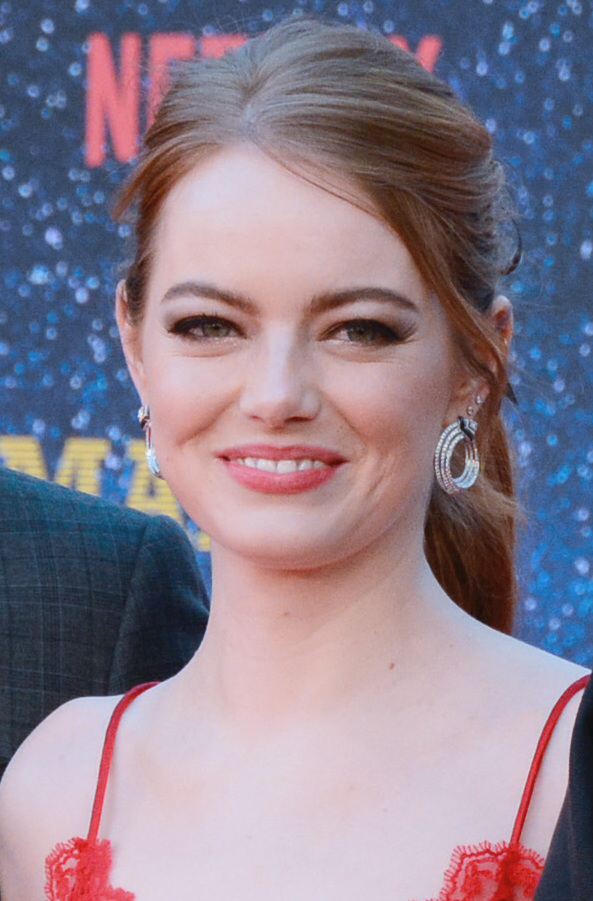
استون در رویداد مینی سریال مجنون در سال ۲۰۱۸

اما استون بازیگری آمریکایی است که از سنین نوجوانی علاقهٔ خود را به بازیگری نشان داد. او اولین نقش خود را در ۱۱ سالگی ایفا کرد، و به دنبال آن در قسمت‌هایی از شانزده نمایشنامه بازی کرد. استون نخستین کار خود را به صورت آزمایشی در برنامهٔ خانوادهٔ پارتریج (۲۰۰۵) انجام داد. پس از آن نقش‌های کوچک تلویزیونی در متوسط، دنیای مالکوم و خوش شانسی لوئی داشت. او اولین نقش حرفه‌ای خود را در کمدی خیلی بد (۲۰۰۷) ایفا کرد. استون برای بازی در این فیلم جایزهٔ جوان هالیوود برای چهرهٔ جدید در اولین فیلم را دریافت کرد.
استون در نقش روح در ارواح دوست‌دخترهای سابق (۲۰۰۹) ظاهر شد و با بازی در کمدی ترسناک سرزمین زامبی‌ها به موفقیت رسید. موفقیت اصلی او با بازی به عنوان نقش اصلی در فیلم کمدی مثل آب خوردن (۲۰۱۰) به دست آمد. او برای این نقش نامزد دریافت جایزهٔ ستاره نوظهور بفتا و جایزهٔ گلدن گلوب بهترین بازیگر زن فیلم موزیکال یا کمدی شد. بعدها در سال ۲۰۱۰، در یکی از قسمت‌های برنامهٔ پخش زنده شنبه شب به عنوان میزبان حضور پیدا کرد و آن را «بزرگ‌ترین هفتهٔ زندگی من» توصیف کرد. در سال ۲۰۱۱ در دیوانه‌وار، احمقانه، عشق و خدمتکاران حضور پیدا کرد که هر دو فیلم‌های موفقیت‌آمیزی بودند. او برندهٔ جایزهٔ انتخاب نوجوانان برای یک فیلم کمدی هم شد.
موفقیت استون با ایفای نقش گوئن استیسی در مرد عنکبوتی شگفت‌انگیز ادامه پیدا کرد که بیشترین درآمد سالانه او با ۷۵۷ میلیون دلار بود. او در اواخر سال ۲۰۱۴ دوباره این نقش را ایفا کرد. او موفقیت مهمی در فیلم کمدی سیاه بردمن (۲۰۱۴) به دست آورد که در نقش یک معتادِ رو به بهبود ظاهر شد. او به خاطر این نقش نامزد دریافت جایزهٔ اسکار بهترین بازیگر نقش مکمل زن، جایزهٔ بفتای بهترین بازیگر نقش مکمل زن و جایزهٔ گلدن گلوب بهترین بازیگر نقش مکمل زن شد. در اواخر همان سال او اولین کار برادوی خود را با عنوان کاباره (۲۰۱۴–۲۰۱۵) آغاز کرد. او برای بازی در فیلم لا لا لند (۲۰۱۶) برندهٔ جایزهٔ اسکار بهترین بازیگر نقش اول زن، جایزهٔ بفتای بهترین بازیگر نقش اول زن و جایزهٔ گلدن گلوب بهترین بازیگر زن فیلم موزیکال یا کمدی شد. این بالاترین امتیاز فیلم او در راتن تومیتوز است. استون همچنین شش آهنگ شامل «شهر ستاره‌ها» برای موسیقی متن لالا لند خوانده‌است.

## سینمایی

### به عنوان بازیگر
| سال     | عنوان                            | نقش                           | توضیحات          | م.     |
| ------- | -------------------------------- | ----------------------------- | ---------------- | ------ |
| ۲۰۰۷    | خیلی بد                          | جولز                          |                  | [ ۱۸ ] |
| ۲۰۰۸    | راکر                             | آملیا                         |                  | [ ۱۹ ] |
| ۲۰۰۸    | خانه خرگوشی                      | ناتالی                        |                  | [ ۲۰ ] |
| ۲۰۰۹    | ارواح دوست‌دخترهای سابق           | آلیسون وندرمیرش               |                  | [ ۲۱ ] |
| ۲۰۰۹    | مرد کاغذی                        | ابی                           |                  | [ ۲۲ ] |
| ۲۰۰۹    | سرزمین زامبی‌ها                   | ویچیتا / کریستا               |                  | [ ۲۳ ] |
| ۲۰۱۰    | مارمادوک                         | مازی (صدا)                    |                  | [ ۲۴ ] |
| ۲۰۱۰    | مثل آب خوردن                     | الیو پندرگاست                 |                  | [ ۲۵ ] |
| ۲۰۱۱    | دوستی با مزایا                   | کایلا                         |                  | [ ۲۶ ] |
| ۲۰۱۱    | دیوانه‌وار، احمقانه، عشق          | هانا ویور                     |                  | [ ۲۷ ] |
| ۲۰۱۱    | خدمتکاران                        | یوجینا "اسکاتر" فلامن         |                  | [ ۲۸ ] |
| ۲۰۱۲    | مرد عنکبوتی شگفت‌انگیز            | گوئن استیسی                   |                  | [ ۲۹ ] |
| ۲۰۱۳    | جوخه گانگستر                     | گریس فارادی                   |                  | [ ۳۰ ] |
| ۲۰۱۳    | فیلم ۴۳                          | ورونیکا                       | بخش: «ورونیکا»   | [ ۳۱ ] |
| ۲۰۱۳    | خانواده کرودها                   | ایپ کرود (صدا)                |                  | [ ۳۲ ] |
| ۲۰۱۴    | مرد عنکبوتی شگفت‌انگیز ۲          | گوئن استیسی                   |                  | [ ۳۳ ] |
| ۲۰۱۴    | جادو در مهتاب                    | سوفی بیکر                     |                  | [ ۳۴ ] |
| ۲۰۱۴    | بردمن                            | سم تامسون                     |                  | [ ۳۵ ] |
| ۲۰۱۵    | آلوها                            | آلیسون نگ                     |                  | [ ۳۶ ] |
| ۲۰۱۵    | مرد بی‌منطق                       | جیل پولارد                    |                  | [ ۳۷ ] |
| ۲۰۱۶    | ستاره‌های پاپ: هرگز متوقف نمی‌شوند | کلودیا کانترل                 |                  | [ ۳۸ ] |
| ۲۰۱۶    | لا لا لند                        | میا دولان                     |                  | [ ۳۹ ] |
| ۲۰۱۷    | نبرد دو جنس                      | بیلی جین کینگ                 |                  | [ ۴۰ ] |
| ۲۰۱۸    | سوگلی                            | ابیگیل ماشام                  |                  | [ ۴۱ ] |
| ۲۰۱۹    | سرزمین زامبی‌ها: شلیک نهایی       | ویچیتا / کریستا               |                  | [ ۴۲ ] |
| ۲۰۲۰    | خانواده کرودها ۲                 | ایپ کرود                      |                  | [ ۴۳ ] |
| ۲۰۲۱    | کروئلا                           | استلا فون هلمن / کروئلا د ویل |                  | [ ۴۴ ] |
| ۲۰۲۲    | ناله                             | زن                            | فیلم کوتاه       | [ ۴۵ ] |
| ۲۰۲۳    | بیچارگان                         | بلا بکستر                     | همچنین تهیه‌کننده | [ ۴۶ ] |
| ۲۰۲۴    | انواع مهربانی                    | ریتا، لیز، امیلی              |                  | [ ۴۷ ] |
| نامعلوم | ادینگتون                         | پس از تولید                   |                  | [ ۴۸ ] |

### فقط به‌عنوان تهیه‌کننده
| سال  | عنوان                          | نقش | توضیحات   | منا.   |
| ---- | ------------------------------ | --- | --------- | ------ |
| ۲۰۲۲ | وقتی که نجات جهان را تمام کردی | —   | تهیه‌کننده | [ ۴۹ ] |
| ۲۰۲۳ | پرابلمیستا                     | —   | تهیه‌کننده | [ ۵۰ ] |
| ۲۰۲۴ | درخشش تلویزیون را دیدم         | —   | تهیه‌کننده | [ ۵۱ ] |
| ۲۰۲۴ | یک درد واقعی                   | —   | تهیه‌کننده | [ ۵۲ ] |

## تلویزیون

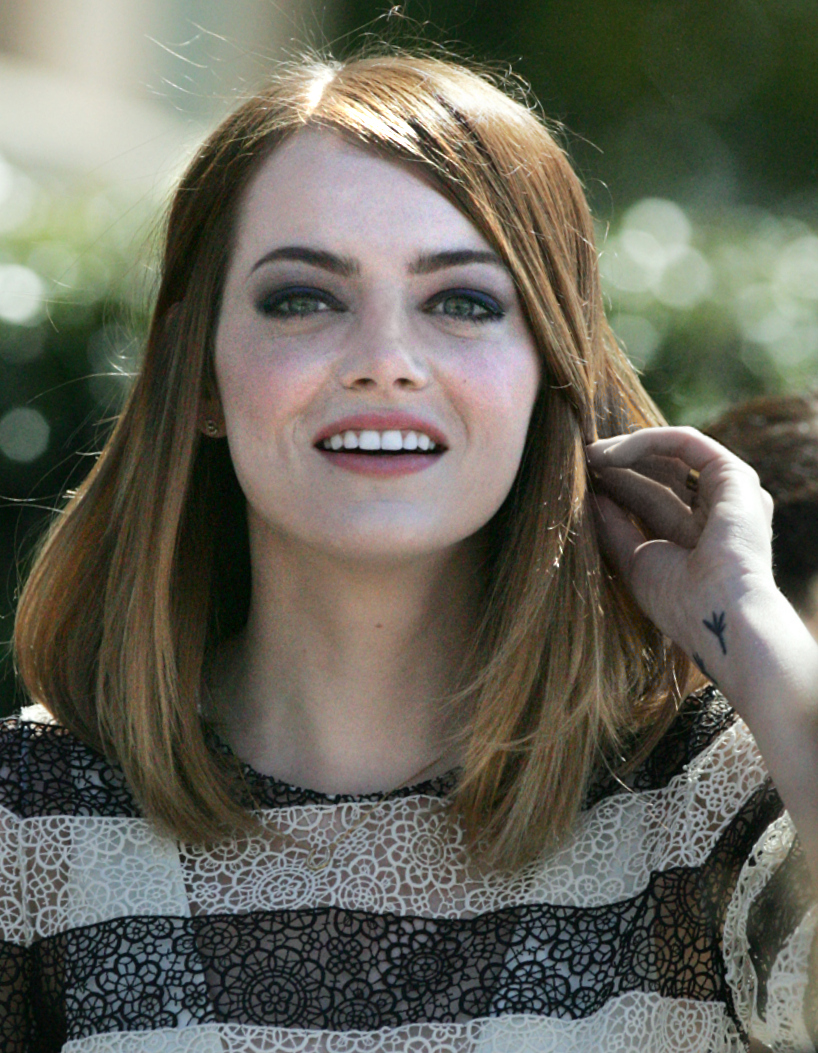
استون در سال ۲۰۱۴

| سال              | عنوان                               | نقش                  | توضیحات                                                        | م.           |
| ---------------- | ----------------------------------- | -------------------- | -------------------------------------------------------------- | ------------ |
| ۲۰۰۴             | خانواده پارتریج                     | لاوری پارتریج        | خلبان                                                          | [ ۵۳ ]       |
| ۲۰۰۵             | متوسط                               | سینتیا مک کالیستر    | قسمت: «رویاهای شیرین» (شناخته شده به عنوان رایلی استون)        | [ ۵۴ ]       |
| ۲۰۰۵             | دنیای مالکوم                        | دایان                | قسمت: «لوئیس ایتریکس بازگشت» (شناخته شده به عنوان رایلی استون) | [ ۵۵ ]       |
| ۲۰۰۶             | زندگی سوئیت زاک و کودی              | ایوانا تایپتون (صدا) | قسمت: «له شده»                                                 | [ ۵۶ ]       |
| ۲۰۰۶             | خوش شانسی لوئی                      | شانون                | قسمت: «برو بیرون»                                              | [ ۵۴ ]       |
| ۲۰۰۷             | راننده                              | ویولت تریمبل         | ۷ قسمت                                                         | [ ۳ ]        |
| ۲۰۱۰, ۲۰۱۱, ۲۰۱۶ | پخش زنده شنبه شب                    | خودش (میزبان)        | ۳ قسمت                                                         | [ ۱ ] [ ۵۷ ] |
| ۲۰۱۱             | مرغ ربات                            | صداهای مختلف         | ۲ قسمت                                                         | [ ۵۸ ]       |
| ۲۰۱۲             | ۳۰ راک                              | خودش                 | قسمت: «تصنیف از کنت پارسل»                                     | [ ۵۹ ]       |
| ۲۰۱۲             | آی کارلی                            | هدر                  | قسمت: «من اسپنسر دوستانم را پیدا کردم»                         | [ ۶۰ ]       |
| ۲۰۱۴             | پخش زنده شنبه شب                    | گوئن استیسی          | قسمت: «اندرو گارفیلد/کلدپلی» (ناشناس)                          | [ ۶۱ ]       |
| ۲۰۱۵             | پخش زنده شنبه شب ویژهٔ چهلمین سالگرد | رزین رزناندانا       | ویژه تلویزیون                                                  | [ ۶۲ ]       |
| ۲۰۱۵             | پخش زنده شنبه شب                    | خودش                 | قسمت: «متیو مک‌کانهی/ادل» (ناشناس)                              | [ ۶۳ ]       |
| ۲۰۱۶             | مایا و مارتی                        | خودش                 | قسمت: «شان هایس، استیو مارتین، کلی ریپا و اما استون»           | [ ۶۴ ]       |
| ۲۰۱۷             | پخش زنده شنبه شب                    | خودش                 | قسمت: «رایان گاسلینگ/جی-زد» (ناشناس)                           | [ ۶۵ ]       |
| ۲۰۱۸             | مجنون                               | آنی لندبرگ           | همچنین تولیدکننده اجرایی                                       | [ ۶۶ ]       |
| ۲۰۲۳–۲۰۲۴        | نفرین                               | ویتنی سیگل           | همچنین تولیدکننده اجرایی                                       | [ ۶۷ ]       |

## تئاتر
| سال       | عنوان  | نقش       | توضیحات    | م.     |
| --------- | ------ | --------- | ---------- | ------ |
| ۲۰۱۴–۲۰۱۵ | کاباره | سالی بولز | استودیو ۵۴ | [ ۶۸ ] |

## بازی ویدیویی
| سال  | عنوان         | نقش            | م.     |
| ---- | ------------- | -------------- | ------ |
| ۲۰۱۲ | سگ‌های خوابیده | آماندا کارتریت | [ ۶۹ ] |

## دیسکوگرافی
| ۲۰۰۸ | «من می‌دانم پسرها چه چیزی دوست دارند»                           | —  | —  | —   | —  | —  | —  | خانه خرگوشی                      |
| ۲۰۱۰ | «ضربه به چوب»                                                  | —  | —  | —   | —  | —  | —  | مثل آب خوردن                     |
| ۲۰۱۶ | «روشن کردن گوشت»                                               | —  | —  | —   | —  | —  | —  | ستاره‌های پاپ: هرگز متوقف نمی‌شوند |
| ۲۰۱۶ | «یک روز آفتابی دیگر» (با بازیگران لا لا لند)                   | —  | —  | ۱۸  | ۲۱ | —  | —  | لالا لند (موسیقی متن)            |
| ۲۰۱۶ | «یک نفر در جمعیت» (با کالی هرناندز، سونویا میزونو و جسیکا راث) | —  | —  | ۸۸  | —  | —  | —  | لالا لند (موسیقی متن)            |
| ۲۰۱۶ | «یک شب دوست داشتنی» (با رایان گاسلینگ)                         | —  | —  | ۷۵  | —  | —  | —  | لالا لند (موسیقی متن)            |
| ۲۰۱۶ | «شهر ستاره‌ها» (با رایان گاسلینگ)                               | ۶۸ | ۳۰ | ۱۹۴ | ۱۴ | ۴۸ | ۵۳ | لالا لند (موسیقی متن)            |
| ۲۰۱۶ | «آزمون (احمق‌هایی که رؤیایی دارند)»                             | —  | —  | ۱۲۲ | —  | —  | —  | لالا لند (موسیقی متن)            |
| ۲۰۱۶ | «شهر ستاره (زمزمه)» (جاستین هورویتز اثر اما استون)             | —  | —  | —   | —  | —  | —  | لالا لند (موسیقی متن)            |
|      | «—» ترانه ای را نشان می‌دهد که نمودار نداشته یا منتشر نشده‌است.  |    |    |     |    |    |    |                                  |

## موزیک ویدیو
| سال  | عنوان              | هنرمند(ها)  | م.     |
| ---- | ------------------ | ----------- | ------ |
| ۲۰۱۵ | «آنا»              | ویل باتلر   | [ ۷۹ ] |
| ۲۰۱۸ | «کسی که مراقب است» | پل مک‌کارتنی | [ ۸۰ ] |